# PEACE&LOVE
「PEACE&LOVE」（ピース アンド ラブ）は、cluppoの楽曲。2021年4月1日に各音楽配信サービスにてリリースされた。

## 概要
- ロックバンドBAND-MAIDのメンバー小鳩ミクによるソロプロジェクトcluppoの第一弾シングルであり、予告無く突如リリースされ、同時にミュージックビデオも公開された[7][8]。
- 4月1日にサプライズで発表された為、ソロプロジェクト始動が、エイプリルフールネタなのではないかと思われていたが、4月3日に小鳩ミクがTwitterにてネタではないことを発表した[9]。
- ミュージックビデオには、吉田昇吾（UNCHAIN）、タナカヒロキ（lego big morl）、ナガイケジョー（Scoobie Do）が出演している[10]。
- 2021年8月10日に、リリースされたCDシングル「PEACE&LOVE/Flapping wings」にも収録されている[11]。

## 収録内容
1. PEACE&LOVE
  - 作詞：cluppo
  - 作編曲：Crow